# Fulham Football Club 2023-2024
Questa voce raccoglie le informazioni riguardanti il Fulham Football Club nelle competizioni ufficiali della stagione 2023-2024.

## Stagione
La stagione 2023-2024 è stato il 126º campionato professionistico per il club londinese, la seconda stagione consecutiva in Premier League. Oltre a disputare il massimo campionato inglese, il Fulham ha partecipato anche alle due coppe inglesi: la FA Cup e la League Cup.

## Divise e sponsor
Lo sponsor tecnico del Fulham, per la stagione 2023-2024, è l'azienda tedesca Adidas. Il 28 giugno 2023 viene annunciato l'accordo record con SBOBET, società inglese di bookmaker sportivo internazionale, come nuovo Main sponsor.
| Casa | Trasferta | Third |

## Rosa
Rosa e numerazione sono aggiornati al 2 febbraio 2024.
| N. |                        | Ruolo | Calciatore             |
| -- | ---------------------- | ----- | ---------------------- |
| 1  | Slovacchia (bandiera)  | P     | Marek Rodák            |
| 2  | Paesi Bassi (bandiera) | D     | Kenny Tete             |
| 3  | Nigeria (bandiera)     | D     | Calvin Bassey          |
| 4  | Inghilterra (bandiera) | D     | Tosin Adarabioyo       |
| 5  | Paesi Bassi (bandiera) | D     | Terence Kongolo        |
| 6  | Inghilterra (bandiera) | C     | Harrison Reed          |
| 7  | Messico (bandiera)     | A     | Raúl Jiménez           |
| 8  | Galles (bandiera)      | C     | Harry Wilson           |
| 9  | Serbia (bandiera)      | A     | Aleksandar Mitrović    |
| 9  | Albania (bandiera)     | A     | Armando Broja          |
| 10 | Scozia (bandiera)      | C     | Tom Cairney (capitano) |
| 11 | Spagna (bandiera)      | A     | Adama Traoré           |
| 12 | Senegal (bandiera)     | D     | Fodé Ballo-Touré       |
| 13 | Stati Uniti (bandiera) | D     | Tim Ream               |
| 14 | Giamaica (bandiera)    | A     | Bobby Reid             |

| N. |                        | Ruolo | Calciatore         |
| -- | ---------------------- | ----- | ------------------ |
| 17 | Germania (bandiera)    | P     | Bernd Leno         |
| 18 | Brasile (bandiera)     | A     | Andreas Pereira    |
| 19 | Brasile (bandiera)     | A     | Rodrigo Muniz      |
| 20 | Brasile (bandiera)     | A     | Willian            |
| 21 | Belgio (bandiera)      | D     | Timothy Castagne   |
| 22 | Nigeria (bandiera)     | C     | Alex Iwobi         |
| 23 | Germania (bandiera)    | P     | Steven Benda       |
| 26 | Portogallo (bandiera)  | D     | João Palhinha      |
| 28 | Serbia (bandiera)      | C     | Saša Lukić         |
| 30 | Brasile (bandiera)     | A     | Carlos Vinícius    |
| 31 | Francia (bandiera)     | D     | Issa Diop          |
| 33 | Stati Uniti (bandiera) | D     | Antonee Robinson   |
| 35 | Australia (bandiera)   | C     | Tyrese Francois    |
| 38 | Galles (bandiera)      | C     | Luke Harris        |
| 44 | Canada (bandiera)      | D     | Luc De Fougerolles |

## Calciomercato

### Sessione estiva(dal 14/6 all'1/9)
| Acquisti         | Acquisti               | Acquisti            | Acquisti                |
| R.               | Nome                   | a                   | Modalità                |
| ---------------- | ---------------------- | ------------------- | ----------------------- |
| C                | Alex Iwobi             | Everton             | definitivo (25,7 mln €) |
| D                | Calvin Bassey          | Ajax                | definitivo (22,5 mln €) |
| D                | Timothy Castagne       | Leicester City      | definitivo (15 mln €)   |
| A                | Raúl Jiménez           | Wolverhampton       | definitivo (6,4 mln €)  |
| A                | Adama Traoré           | Wolverhampton       | gratuito                |
| P                | Paulo Gazzaniga        | Girona              | fine prestito           |
| D                | Joe Bryan              | Nizza               | fine prestito           |
| D                | Terence Kongolo        | Le Havre            | fine prestito           |
| D                | Kevin Mbabu            | Servette            | fine prestito           |
| D                | Steven Sessegnon       | Charlton            | fine prestito           |
| C                | Ivan Cavaleiro         | Alanyaspor          | fine prestito           |
| A                | Anthony Knockaert      | Huddersfield Town   | fine prestito           |
| A                | Rodrigo Muniz Carvalho | Middlesbrough       | fine prestito           |
| A                | Willian                |                     | rinnovo contratto       |
| Altre operazioni |                        |                     |                         |
| R.               | Nome                   | a                   | Modalità                |
| P                | Luca Ashby-Hammond     | Aldershot Town      | fine prestito           |
| P                | Taye Ashby-Hammond     | Stevenage           | fine prestito           |
| D                | Ziyad Larkeche         | Barnsley            | fine prestito           |
| D                | Connor McAvoy          | Partick Thistle     | fine prestito           |
| D                | Idris Odutayo          | Maidenhead Utd      | fine prestito           |
| C                | Chris Donnell          | Perth Glory         | definitivo              |
| C                | Ollie O'Neill          | Derry City          | fine prestito           |
| C                | Jonathon Page          | Farnborough         | fine prestito           |
| C                | Adrion Pajaziti        | Haugesund           | fine prestito           |
| A                | Kieron Bowie           | Northampton Town    | fine prestito           |
| A                | Sylvester Jasper       | Bristol Rovers      | fine prestito           |
| A                | Oliver Sanderson       | Oxford City         | fine prestito           |
| A                | Jay Stansfield         | Exeter City         | fine prestito           |
| A                | Jean-Pierre Tiéhi      | Hamilton Academical | fine prestito           |

| Cessioni         | Cessioni                 | Cessioni            | Cessioni                |
| R.               | Nome                     | a                   | Modalità                |
| ---------------- | ------------------------ | ------------------- | ----------------------- |
| P                | Paulo Gazzaniga          | Girona              | fine contratto          |
| D                | Joe Bryan                | Millwall            | fine contratto          |
| D                | Shane Duffy              | Norwich City        | fine contratto          |
| D                | Layvin Kurzawa           | Paris Saint-Germain | fine prestito           |
| D                | Steven Sessegnon         |                     | fine contratto          |
| D                | Cédric Soares            | Arsenal             | fine prestito           |
| C                | Daniel James             | Leeds Utd           | fine prestito           |
| C                | Neeskens Kebano          | Al-Jazira           | fine contratto          |
| C                | Manor Solomon            | Šachtar             | fine prestito           |
| A                | Jay Stansfield           | Birmingham City     | prestito                |
| A                | Aleksandar Mitrović      | Al-Hilal            | definitivo (52,6 mln €) |
| A                | Willian                  |                     | fine contratto          |
| Altre operazioni |                          |                     |                         |
| R.               | Nome                     | a                   | Modalità                |
| P                | Taye Ashby-Hammond       | Stevenage           | definitivo              |
| D                | Þorsteinn Aron Antonsson | Selfoss             | fine contratto          |
| D                | Luciano D'Auria-Henry    |                     | fine contratto          |
| D                | Ziyad Larkeche           | QPR                 | fine contratto          |
| D                | Stefan Parkes            |                     | fine contratto          |
| D                | Devan Tanton             |                     | fine contratto          |
| C                | Sonny Hilton             |                     | fine contratto          |
| C                | Jonathon Page            |                     | fine contratto          |
| C                | Murphy Parker            |                     | fine contratto          |
| A                | Kieron Bowie             | Northampton Town    | rinnovo prestito        |
| A                | Sylvester Jasper         | Portimonense        | definitivo              |
| A                | Jean-Pierre Tiéhi        |                     | fine contratto          |

### Sessione invernale(dal 2/1 al 1°/2)
| Acquisti         | Acquisti      | Acquisti | Acquisti |
| R.               | Nome          | a        | Modalità |
| ---------------- | ------------- | -------- | -------- |
| A                | Armando Broja | Chelsea  | prestito |
| Altre operazioni |               |          |          |
| R.               | Nome          | a        | Modalità |

| Cessioni         | Cessioni        | Cessioni    | Cessioni              |
| R.               | Nome            | a           | Modalità              |
| ---------------- | --------------- | ----------- | --------------------- |
| C                | Luke Harris     | Exeter City | prestito              |
| C                | Tyrese Francois | Vejle       | prestito              |
| A                | Carlos Vinícius | Galatasaray | prestito (600 mila €) |
| Altre operazioni |                 |             |                       |
| R.               | Nome            | a           | Modalità              |

### Operazioni esterne(dall'1/2 al 30/6)
| Acquisti | Acquisti | Acquisti | Acquisti |
| R.       | Nome     | a        | Modalità |
| -------- | -------- | -------- | -------- |

| Cessioni | Cessioni | Cessioni | Cessioni |
| R.       | Nome     | a        | Modalità |
| -------- | -------- | -------- | -------- |

## Risultati

### Premier League

#### Girone di andata
| Arbitro: | Attwell |

|  |           |          |
|  | Marcatori | 73’ Reid |

| Arbitro: | Bond |

|  |           |                                    |
|  | Marcatori | 44’ Wissa 66’ (rig.), 90+2’ Mbeumo |

| Arbitro: | Paul Tierney |

|                             |           |                              |
| Saka 70’ (rig.) Nketiah 73’ | Marcatori | 1’ Pereira 87’ João Palhinha |

| Arbitro: | Michael Oliver |

|                                                      |           |          |
| Álvarez 31’ Aké 45+5’ Haaland 58’, 70’ (rig.), 90+5’ | Marcatori | 33’ Ream |

| Arbitro: | Michael Salisbury |

|              |           |  |
| Vinícius 65’ | Marcatori |  |

| Croydon 23 settembre 2023, ore 15:00 WEST 6ª giornata | Crystal Palace | 0 – 0 referto | Fulham | Selhurst Park\| Arbitro: \| Paul Tierney \| |
| Arbitro:                                              | Paul Tierney   |               |        |                                             |

| Arbitro: | Tim Robinson |

|  |           |                      |
|  | Marcatori | 18’ Mudryk 19’ Broja |

| Arbitro: | Samuel Barrott |

|                                               |           |                     |
| Reid 20’ Foderingham 76’ (aut.) Willian 90+2’ | Marcatori | 68’ (aut.) Robinson |

| Arbitro: | Taylor |

|                      |           |  |
| Son 36’ Maddison 54’ | Marcatori |  |

| Arbitro: | Salisbury |

|              |           |              |
| Ferguson 26’ | Marcatori | 65’ Palhinha |

| Arbitro: | Brooks |

|  |           |                 |
|  | Marcatori | 90+1’ Fernandes |

| Arbitro: | Hooper |

|                                            |           |                |
| Robinson 27’ (aut.) McGinn 42’ Watkins 64’ | Marcatori | 70’ R. Jiménez |

| Arbitro: | Salisbury |

|                                           |           |                     |
| Iwobi 7’ Willian 59’ (rig.), 90+4’ (rig.) | Marcatori | 22’ Cunha 75’ Hwang |

| Arbitro: | Attwell |

|                                                                |           |                                |
| Leno 20’ (aut.) Mac Allister 38’ Endō 87’ Alexander-Arnold 88’ | Marcatori | 24’ Wilson 45+3’ Tete 80’ Reid |

| Arbitro: | Smith |

|                                                |           |  |
| Iwobi 30’, 73’ R. Jiménez 34’, 54’ Cairney 86’ | Marcatori |  |

| Arbitro: | Tierney |

|                                                                   |           |  |
| R. Jiménez 22’ Willian 31’ Adarabioyo 41’ Wilson 60’ Vinícius 89’ | Marcatori |  |

| Arbitro: | Barrott |

|                                |           |  |
| Miley 57’ Almirón 64’ Burn 82’ | Marcatori |  |

| Arbitro: | Welch |

|  |           |                       |
|  | Marcatori | 47’ Odobert 66’ Berge |

| Arbitro: | Robinson |

|                                                     |           |  |
| J. Kluivert 44’ Solanke 62’ (rig.) Sinisterra 90+3’ | Marcatori |  |

#### Girone di ritorno
| Arbitro: | Smith |

|                         |           |         |
| R. Jiménez 29’ Reid 59’ | Marcatori | 5’ Saka |

| Arbitro: | Taylor |

|                     |           |  |
| Palmer 45+4’ (rig.) | Marcatori |  |

| Hammersmith e Fulham 30 gennaio 2024, ore 19:45 WET 22ª giornata | Fulham  | 0 – 0 referto | Everton | Craven Cottage (24 376 spett.)\| Arbitro: \| Bramall \| |
| Arbitro:                                                         | Bramall |               |         |                                                         |

| Arbitro: | Bond |

|                      |           |                        |
| D. Fofana 71’, 90+1’ | Marcatori | 17’ Palhinha 21’ Muniz |

| Arbitro: | England |

|                        |           |            |
| Reid 5’ Muniz 36’, 52’ | Marcatori | 50’ Senesi |

| Arbitro: | L. Smith |

|           |           |                  |
| Muniz 63’ | Marcatori | 23’, 56’ Watkins |

| Arbitro: | Oliver |

|             |           |                        |
| Maguire 89’ | Marcatori | 65’ Bassey 90+7’ Iwobi |

| Arbitro: | Hooper |

|                                      |           |  |
| Wilson 21’ Muniz 32’ A. Traoré 90+1’ | Marcatori |  |

| Arbitro: | Harrington |

|                                  |           |             |
| Aït-Nouri 52’ Cairney 67’ (aut.) | Marcatori | 90+8’ Iwobi |

| Arbitro: | R. Jones |

|                          |           |  |
| Muniz 42’, 61’ Lukić 49’ | Marcatori |  |

| Arbitro: | Robinson |

|                                     |           |                                   |
| Brereton Díaz 58’, 70’ McBurnie 68’ | Marcatori | 62’ Palhinha 86’ Reid 90+3’ Muniz |

| Arbitro: | Oliver |

|                                           |           |                |
| Hudson-Odoi 9’ Wood 19’ Gibbs-White 45+3’ | Marcatori | 49’ Adarabioyo |

| Arbitro: | Allison |

|  |           |               |
|  | Marcatori | 81’ Guimarães |

| Arbitro: | Attwell |

|  |           |                    |
|  | Marcatori | 9’, 72’ A. Pereira |

| Arbitro: | Pawson |

|                |           |                                               |
| Castagne 45+2’ | Marcatori | 32’ Alexander-Arnold 53’ Gravenberch 72’ Jota |

| Arbitro: | Attwell |

|           |           |             |
| Muniz 53’ | Marcatori | 87’ Schlupp |

| Brentford 4 maggio 2024, ore 15:00 WEST 36ª giornata | Brentford | 0 – 0 referto | Fulham | Brentford Community Stadium (17 090 spett.)\| Arbitro: \| G. Scott \| |
| Arbitro:                                             | G. Scott  |               |        |                                                                       |

| Arbitro: | Taylor |

|  |           |                                                  |
|  | Marcatori | 13’, 71’ Gvardiol 59’ Foden 90+7’ (rig.) Álvarez |

| Arbitro: | Donohue |

|                                 |           |                                                |
| Morris 45+1’ (rig.) Doughty 55’ | Marcatori | 43’ A. Traoré 45+3’, 49’ R. Jiménez 68’ Wilson |

### FA Cup
| Arbitro: | Hooper |

|          |           |  |
| Reid 24’ | Marcatori |  |

| Arbitro: | Gillett |

|  |           |                        |
|  | Marcatori | 39’ Longstaff 61’ Burn |

### EFL Cup
| Arbitro: | Josh Smith |

|                                      |                      |                                    |
| Van de Ven 19’ (aut.)                | Marcatori            | 56’ Richarlison                    |
| Pereira Jiménez Wilson Palhinha Tete | Tiri di rigore 5 – 4 | Son Kulusevski D. Sánchez Maddison |

| Arbitro: | Craig Pawson |

|                        |           |                 |
| Vinícius 12’ Iwobi 72’ | Marcatori | 75’ Borja Sainz |

| Arbitro: | Lewis Smith |

|             |           |                                 |
| Baggott 79’ | Marcatori | 9’ Wilson 50’ Muniz 77’ Cairney |

| Arbitro: | Scott |

|                                                        |                      |                                                                 |
| Beto 82’                                               | Marcatori            | 41’ (aut.) Keane                                                |
| Beto McNeil Keane Danjuma Onana Tarkowski Garner Gueye | Tiri di rigore 6 – 7 | Pereira Cairney Palhinha Reid Vinícius Tete Robinson Adarabioyo |

#### Semifinale
| Arbitro: | Coote |

|                        |           |             |
| C. Jones 68’ Gakpo 71’ | Marcatori | 19’ Willian |

| Arbitro: | Hooper |

|             |           |             |
| I. Diop 77’ | Marcatori | 11’ L. Díaz |

## Statistiche finali

### Statistiche di squadra
Aggiornate al 19 maggio  2024.
| Competizione   | Punti | In casa | In casa | In casa | In casa | In casa | In casa | In trasferta | In trasferta | In trasferta | In trasferta | In trasferta | In trasferta | Totale | Totale | Totale | Totale | Totale | Totale | DR |
| Competizione   | Punti | G       | V       | N       | P       | Gf      | Gs      | G            | V            | N            | P            | Gf           | Gs           | G      | V      | N      | P      | Gf     | Gs     | DR |
| -------------- | ----- | ------- | ------- | ------- | ------- | ------- | ------- | ------------ | ------------ | ------------ | ------------ | ------------ | ------------ | ------ | ------ | ------ | ------ | ------ | ------ | -- |
| Premier League | 47    | 19      | 9       | 2       | 8       | 31      | 24      | 19           | 4            | 6            | 9            | 24           | 37           | 38     | 13     | 8      | 17     | 55     | 61     | -6 |
| FA Cup         | -     | 2       | 1       | 0       | 1       | 1       | 2       | -            | -            | -            | -            | -            | -            | 2      | 1      | 0      | 1      | 1      | 2      | -1 |
| EFL Cup        | -     | 3       | 1       | 2       | 0       | 4       | 3       | 3            | 1            | 1            | 1            | 5            | 4            | 6      | 2      | 3      | 1      | 9      | 7      | +2 |
| Totale         | -     | 23      | 11      | 4       | 8       | 36      | 25      | 23           | 5            | 7            | 11           | 29           | 45           | 46     | 16     | 11     | 19     | 65     | 70     | -5 |

### Andamento in campionato
| Giornata  | 1 | 2  | 3  | 4  | 5  | 6  | 7  | 8  | 9  | 10 | 11 | 12 | 13 | 14 | 15 | 16 | 17 | 18 | 19 | 20 | 21 | 22 | 23 | 24 | 25 | 26 | 27 | 28 | 29 | 30 | 31 | 32 | 33 | 34 | 35 | 36 | 37 | 38 |
| --------- | - | -- | -- | -- | -- | -- | -- | -- | -- | -- | -- | -- | -- | -- | -- | -- | -- | -- | -- | -- | -- | -- | -- | -- | -- | -- | -- | -- | -- | -- | -- | -- | -- | -- | -- | -- | -- | -- |
| Luogo     | T | C  | T  | T  | C  | T  | C  | C  | T  | T  | C  | T  | C  | T  | C  | C  | T  | C  | T  | C  | T  | C  | T  | C  | C  | T  | C  | T  | C  | T  | T  | C  | T  | C  | C  | T  | C  | T  |
| Risultato | V | P  | N  | P  | V  | N  | P  | V  | P  | N  | P  | P  | V  | P  | V  | V  | P  | P  | P  | V  | P  | N  | N  | V  | P  | V  | V  | P  | V  | N  | P  | P  | V  | P  | N  | N  | P  | V  |
| Posizione | 5 | 13 | 12 | 13 | 10 | 11 | 13 | 12 | 13 | 14 | 15 | 16 | 14 | 14 | 12 | 10 | 11 | 13 | 13 | 13 | 13 | 13 | 13 | 13 | 13 | 12 | 12 | 12 | 12 | 13 | 13 | 13 | 13 | 13 | 13 | 13 | 14 | 14 |

Fonte: (EN) Tables, in Premier League.
Legenda:

Luogo: C = Casa; T = Trasferta. Risultato: V = Vittoria; N = Pareggio; P = Sconfitta.

### Statistiche dei giocatori
Aggiornate al 19 maggio  2024.
| Giocatore         | Premier League | Premier League | Premier League | Premier League | FA Cup   | FA Cup | FA Cup      | FA Cup     | EFL Cup  | EFL Cup | EFL Cup     | EFL Cup    | Totale   | Totale | Totale      | Totale     |
| Giocatore         | Presenze       | Reti           | Ammonizioni    | Espulsioni     | Presenze | Reti   | Ammonizioni | Espulsioni | Presenze | Reti    | Ammonizioni | Espulsioni | Presenze | Reti   | Ammonizioni | Espulsioni |
| ----------------- | -------------- | -------------- | -------------- | -------------- | -------- | ------ | ----------- | ---------- | -------- | ------- | ----------- | ---------- | -------- | ------ | ----------- | ---------- |
| A. Traoré         | 17             | 2              | 2              | 0              | 0        | 0      | 0           | 0          | 1        | 0       | 0           | 0          | 18       | 2      | 2           | 0          |
| T. Adarabioyo     | 20             | 2              | 2              | 0              | 2        | 0      | 0           | 0          | 3        | 0       | 0           | 0          | 25       | 2      | 2           | 0          |
| F. Ballo-Touré    | 6              | 0              | 1              | 0              | 0        | 0      | 0           | 0          | 2        | 0       | 0           | 0          | 8        | 0      | 1           | 0          |
| C. Bassey         | 29             | 1              | 4              | 1              | 0        | 0      | 0           | 0          | 3        | 0       | 0           | 0          | 32       | 1      | 4           | 1          |
| A. Broja          | 8              | 0              | 0              | 0              | -        | -      | -           | -          | -        | -       | -           | -          | 8        | 0      | 0           | 0          |
| T. Cairney        | 34             | 1              | 3              | 0              | 2        | 0      | 0           | 0          | 6        | 1       | 1           | 0          | 42       | 2      | 4           | 0          |
| T. Castagne       | 34             | 1              | 3              | 0              | 1        | 0      | 0           | 0          | 4        | 0       | 0           | 0          | 39       | 1      | 3           | 0          |
| L. De Fougerolles | 0              | 0              | 0              | 0              | 0        | 0      | 0           | 0          | 1        | 0       | 0           | 0          | 1        | 0      | 0           | 0          |
| I. Diop           | 18             | 0              | 4              | 1              | 2        | 0      | 0           | 0          | 5        | 1       | 1           | 0          | 25       | 1      | 5           | 1          |
| T. Francois       | 0              | 0              | 0              | 0              | 1        | 0      | 0           | 0          | 1        | 0       | 0           | 0          | 2        | 0      | 0           | 0          |
| L. Harris         | 1              | 0              | 0              | 0              | 0        | 0      | 0           | 0          | 1        | 0       | 0           | 0          | 2        | 0      | 0           | 0          |
| A. Iwobi          | 30             | 5              | 1              | 0              | 0        | 0      | 0           | 0          | 3        | 1       | 0           | 0          | 33       | 6      | 1           | 0          |
| R. Jiménez        | 24             | 7              | 3              | 1              | 1        | 0      | 0           | 0          | 4        | 0       | 1           | 0          | 29       | 7      | 4           | 1          |
| B. Leno           | 38             | -61            | 3              | 0              | 0        | 0      | 0           | 0          | 3        | -4      | 0           | 0          | 41       | -65    | 3           | 0          |
| S. Lukić          | 24             | 1              | 3              | 0              | 2        | 0      | 0           | 0          | 2        | 0       | 2           | 0          | 28       | 1      | 5           | 0          |
| A. Mitrović       | 1              | 0              | 0              | 0              | 0        | 0      | 0           | 0          | 0        | 0       | 0           | 0          | 1        | 0      | 0           | 0          |
| R. Muniz          | 26             | 9              | 0              | 0              | 2        | 0      | 0           | 0          | 5        | 1       | 1           | 0          | 33       | 10     | 1           | 0          |
| J. Palhinha       | 33             | 4              | 12             | 0              | 1        | 0      | 0           | 0          | 5        | 0       | 0           | 0          | 39       | 4      | 12          | 0          |
| A. Pereira        | 37             | 3              | 8              | 0              | 2        | 0      | 0           | 0          | 5        | 0       | 0           | 0          | 44       | 3      | 8           | 0          |
| T. Ream           | 18             | 1              | 2              | 1              | 1        | 0      | 0           | 0          | 2        | 0       | 0           | 0          | 21       | 1      | 2           | 1          |
| H. Reed           | 27             | 0              | 5              | 0              | 2        | 0      | 0           | 0          | 5        | 0       | 0           | 0          | 34       | 0      | 5           | 0          |
| B. Reid           | 33             | 6              | 4              | 0              | 2        | 1      | 0           | 0          | 6        | 0       | 0           | 0          | 41       | 7      | 4           | 0          |
| A. Robinson       | 37             | 0              | 6              | 0              | 2        | 0      | 0           | 0          | 5        | 0       | 0           | 0          | 44       | 0      | 6           | 0          |
| M. Rodák          | 0              | 0              | 0              | 0              | 2        | -2     | 0           | 0          | 3        | -3      | 0           | 0          | 5        | -5     | 0           | 0          |
| D. Tanton         | 0              | 0              | 0              | 0              | 0        | 0      | 0           | 0          | 1        | 0       | 0           | 0          | 1        | 0      | 0           | 0          |
| K. Tete           | 14             | 1              | 1              | 0              | 2        | 0      | 0           | 0          | 3        | 0       | 1           | 0          | 19       | 1      | 2           | 0          |
| C. Vinícius       | 13             | 2              | 2              | 0              | 1        | 0      | 0           | 0          | 2        | 1       | 0           | 0          | 16       | 3      | 2           | 0          |
| Willian           | 31             | 4              | 0              | 0              | 2        | 0      | 0           | 0          | 4        | 1       | 0           | 0          | 37       | 5      | 0           | 0          |
| H. Wilson         | 35             | 4              | 6              | 0              | 2        | 0      | 0           | 0          | 6        | 1       | 2           | 0          | 43       | 5      | 8           | 0          |

1. ↑  I giocatori i cui nomi sono in corsivo, sono stati ceduti ad altri club durante la stagione.